# Episodi di Marseille (seconda stagione)
La seconda ed ultima stagione della serie televisiva Marseille, composta da 8 episodi, è stata interamente pubblicata in esclusiva in Francia, Italia e nel mondo il 23 febbraio 2018 dal sito web Netflix.
| nº | Titolo originale | Titolo italiano     | Pubblicazione Francia | Pubblicazione Italia |
| -- | ---------------- | ------------------- | --------------------- | -------------------- |
| 1  | Parjure          | Falsa testimonianza | 23 febbraio 2018      | 23 febbraio 2018     |
| 2  | Emprise          | Predominio          | 23 febbraio 2018      | 23 febbraio 2018     |
| 3  | Conquête         | Conquista           | 23 febbraio 2018      | 23 febbraio 2018     |
| 4  | Résistance       | Resistenza          | 23 febbraio 2018      | 23 febbraio 2018     |
| 5  | Capitulation     | Capitolazione       | 23 febbraio 2018      | 23 febbraio 2018     |
| 6  | Révélation       | Rivelazione         | 23 febbraio 2018      | 23 febbraio 2018     |
| 7  | Abandon          | Abbandono           | 23 febbraio 2018      | 23 febbraio 2018     |
| 8  | Justice          | Giustizia           | 23 febbraio 2018      | 23 febbraio 2018     |